# Römerbrücke (Oberdorf)

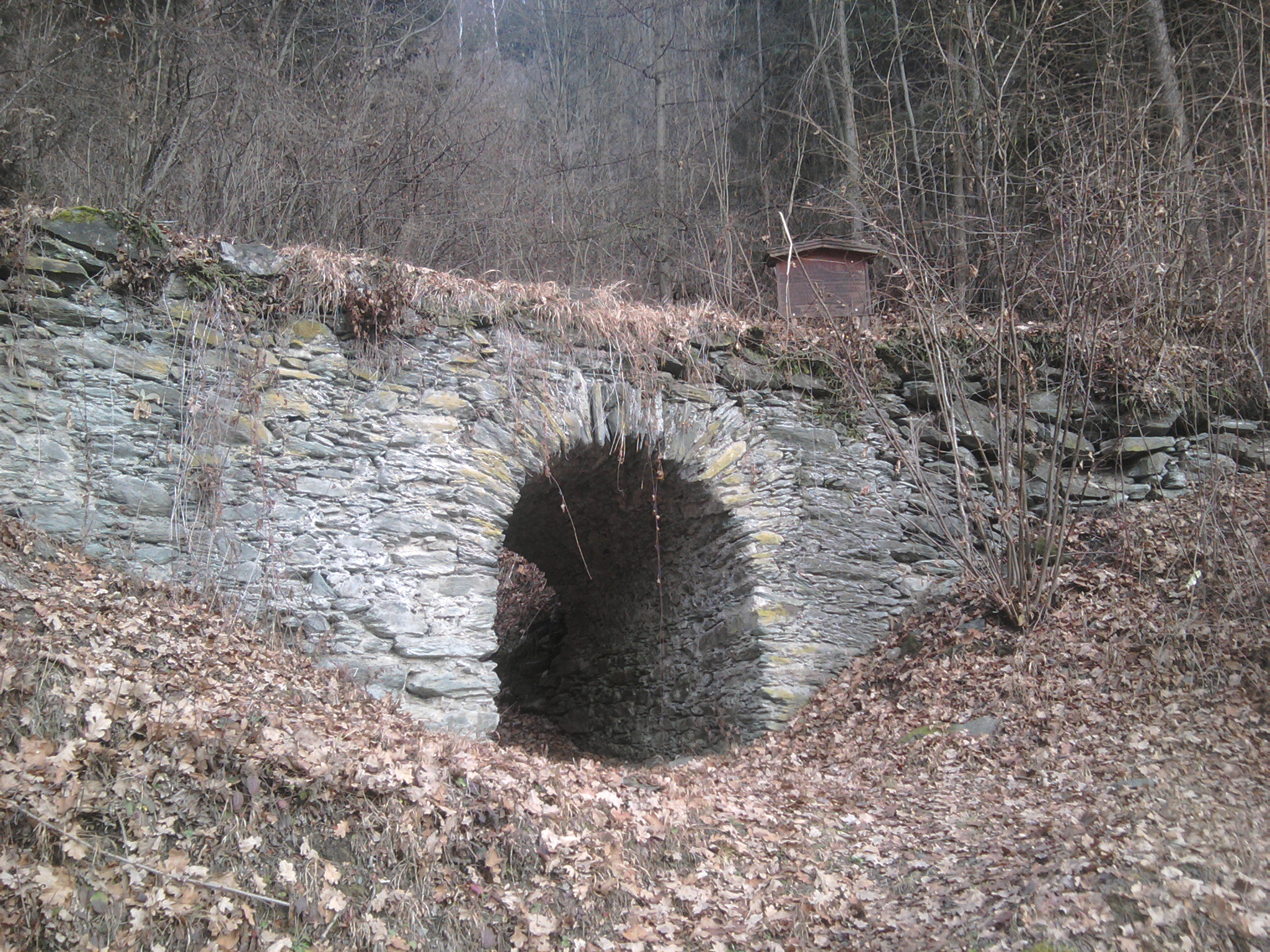
Ansicht von Süden

Die Römerbrücke bei St. Dionysen steht in Oberdorf am Weg nach Sankt Dionysen in der Stadtgemeinde Bruck an der Mur im Bezirk Bruck-Mürzzuschlag in der Steiermark. Die vermutlich in der Römerzeit (2. Jahrhundert n. Chr.?) aus Bruchsteinen gemauerte Bogenbrücke steht unter Denkmalschutz (Listeneintrag).

## Geschichte
Urkundlich wurde 1454 die Brücke genannt. Sie gehörte vermutlich zu der ehemaligen römischen Poststraße, die von Flavia Solva (beim heutigen Wagna) durch das Murtal nach Poedicum (heute Bruck an der Mur) und von dort weiter nach Stiriate (heute Liezen) führte.
Die Datierung der Brücke ist unsicher. Sie wird im Überblickswerk Roman Bridges (1993) vom australischen Ingenieur O’Connor als ein aus der Römerzeit stammendes Bauwerk angeführt, wobei sich der Autor auf eine ältere Publikation aus den 1960er Jahren beruft. Im weit umfangreicheren Katalog des italienischen Gelehrten Galliazzo von 1994 scheint sie jedoch nicht auf.
Von dieser Römerstraße ist auch eine Brücke bei Badl mit einem Stück Trasse erhalten.